# Nagyatád–Somogyszob-vasútvonal
A Belső-Somogyban üzemelő Nagyatád–Somogyszob-vasútvonal a MÁV 38-as számú nem villamosított egyvágányú mellékvonala, Nagyatádot köti be a Dombóvár–Gyékényes-vasútvonalba.
A Nagyatád–Somogyszob-vasútvonal egyike a 2023-ban bezárt vasútvonalaknak. Pedig minden érintett vasútvonalon a járatok sűrítése, az átszállási lehetőségek összehangolása, a pályaállapot rendbetétele, az állomások felújítása és az elavult szerelvények cseréje nagyban növelné az utasforgalmat.
A Nagyatád–Somogyszob-vasútvonal eredetileg nem ért véget Nagyatádnál, hanem egészen Barcsig tartott. A Nagyatád–Barcs szakaszt 1976-ban szüntették meg.

## Története
A napjainkban működő 8,6 km hosszú vonal az egykori Somogyszob–Barcs-vasútvonal északi szakasza volt. A Dél-Dunántúlon több vasútvonalat építő Somogyvármegyei Egyesült HÉV társaság által épített, hajdanán 46,8 km hosszú Somogyszob–Barcs-vasútvonalat 1890. szeptember 17-én nyitották meg. A pálya 8 és 9 m hosszú 23,6 kg/fm tömegű, „i” rendszerű sínekből épült. A vonal megépítéséhez a környező települések nagybirtokosai anyagilag jelentős mértékben hozzájárultak.
A vasútvonal Nagyatád és Barcs közötti részén a forgalmat 1976. december 31-ével szüntették meg az 1968-as közlekedéspolitikai koncepció keretében. Azóta a pályát is elbontották, kivéve a Nagyatád utáni, az egykori Nagyatád-Bodvica megállóhelyig tartó vonalszakaszt, amelyet az iparvágányok kiszolgálása miatt használnak.
A vonalon 2023. augusztus 1-étől szünetel a személyforgalom, a vonatok helyett helyettesítő autóbuszok közlekednek.

## Felépítmény jellemzői
A jelenlegi 48 kg/fm sínekből épült, hevederes illesztésű vasúti pályát az 1970-es évek elején újították fel utoljára. A nagyobbrészt talpfás vágányt fokozatosan erősítik meg vasbetonaljakkal. A régi és avult felépítmény miatt 40 km/h-s sebességkorlátozás érvényes motorvonatokra és 20 km/h-s a mozdonyok számára.
A vasúti pálya felújítását a 2012-2014 közötti időszakra tervezték. A használt és új anyagból történő felújítás után a hézagnélküli, vasbetonaljas vágányon a sebesség 80 km/h-ra, az egykori kiépítési sebességre emelhető fel újra.

## Forgalom

### Személyforgalom
A 2012-es évi menetrendtől napi 15 pár személyvonat közlekedik. A személyvonatok szerelvényeit általában Bzmot, menetrend váltáskor dupla Bzmot IP szerelvénnyel állították össze.
A vasútvonalat a legutolsó utasszámlálások alapján jó kihasználtságúnak minősítették, így a MÁV továbbra is saját kezelésében kívánja tartani. A jövőben elővárosi jellegű fejlesztésekkel kívánják erősíteni Nagyatád és a megyeszékhely közvetlen vasúti összeköttetését. 
A Bzmot motorvonatok hiánya és elöregedése ürügyén a személyszállítás 2023. augusztus 1-étől a vonalon szünetel, helyükre határozatlan ideig a Volánbusz járatai kerülnek.

### Teherforgalom
Nagyatád állomásból több kilométer iparvágány ágazik ki, amelyek a mai napig kiszolgálják a város ipari üzemeit. Ezeken a iparvágányokon 2007-ben 3060 vasúti kocsit raktak meg, a napi átlagos teherforgalom 12 kocsi volt. A tehervonatok vontatása M43, M47, M40 és M62 sorozatú dízelmozdonyokkal történik. A legtöbb szállított teher faárú és gabona, illetve egy konzervgyár is rakodik időszakosan. A Coats Hungary Ltd. fogad tartályvagonokat is, amelyekben a textilek festéséhez szükséges vegyszereket szállítanak.
A várakozások szerint a vonalon a teherforgalom a közeljövőben jelentősen növekedni fog, ugyanis 2008 nyár végén egy új cég kezdte meg működését egy rég használt iparvágány mellett, valamint egy logisztikai központ épül a vasút mellé, amely újabb iparvágányokat kíván építeni. Ezen felül egy gépipari vállalat is tervezi egy saját iparvágány építését.